# 崔亮 (北魏)
崔 亮（さい りょう、459年 - 521年）は、北魏の官僚・政治家・軍人。字は敬儒。本貫は清河郡東武城県。

## 経歴
南朝宋の尚書郎の崔元孫と房氏のあいだの子として生まれた。父が青州刺史の沈文秀の反乱により殺害されると、崔亮は母に連れられて、叔祖父にあたる冀州刺史の崔道固を頼って歴城に入った。北魏の慕容白曜が山東を平定すると、崔亮は桑乾に移されて、平斉郡の民とされた。年は10歳で、叔父の崔幼孫を頼ったが、家は貧しく、書記雇いを生業とした。
李沖が朝廷で政治を任されるようになると、崔亮は従兄の崔光に推されて李沖に館客として迎えられた。崔亮は李沖に推薦されて中書博士となった。議郎に転じ、まもなく尚書郎となった。
孝文帝が洛陽に遷都して、旧制の改革を志すと、崔亮は孝文帝に召し出されて吏部郎を兼ねた。まもなく太子中舎人となり、中書侍郎に転じ、尚書左丞を兼ねた。孝文帝は崔亮の清貧を賞賛し、野王県令を兼任させた。宣武帝が親政を開始すると、崔亮は吏部郎を兼ねたまま給事黄門侍郎に転じ、青州大中正を領した。
まもなく給事黄門侍郎のまま散騎常侍の位を受けた。度支尚書に転じ、御史中尉を領した。ときに地方の統治や洛陽の造営に莫大な費用がかかっていたが、崔亮が度支にあって支出基準を定め、歳出を大幅に抑えた。陳留郡と汝南郡の2渠を修築する議論が起こると、崔亮は辺境の水運に通じていたことから、官民から頼りにされた。広平王元懐は宣武帝の同母弟であり、帝の側近にあって法を守らなかった。崔亮は宴席において宣武帝の面前で元懐を叱責した。いっぽう宣武帝の側近の郭神安がその弟を取り立てるよう崔亮に請託すると、崔亮は郭神安の弟を御史として召し出した。崔亮は都官尚書に転じ、さらに七兵尚書に転じ、廷尉卿を領した。中正のまま散騎常侍の位を加えられた。徐州刺史の元寿興に失政があったため、崔亮は宣武帝の命を受けて派遣された。崔亮は徐州に到着すると、元寿興を弾劾して、死刑に相当すると論告した。
安西将軍・雍州刺史に任じられた。渭水を渡す長柱の橋を建造し、崔公橋と称された。洛陽に召還されて太常卿となり、摂吏部事をつとめた。
515年（延昌4年）、撫軍将軍・定州刺史として出向した。南朝梁の左游撃将軍の趙祖悦が軍を率いて硤石を奪って拠ると、崔亮は仮の鎮南将軍となり、これを討つこととなった。趙祖悦が城を出て迎え撃ってくると、崔亮はこれを破った。梁軍が城外に2柵を置いて、魏軍をはばむと、崔亮は柵を焼き討ちして破り、3000人あまりを殺した。崔亮は李崇と水陸で進軍の予定時期を打ち合わせていたが、李崇は予定通りにやって来なかった。516年（熙平元年）、李平が到着すると、ようやく李崇が進軍してきて、崔亮と李崇はともに硤石を攻め落とした。崔亮は功績により鎮北将軍の号に進んだ。崔亮は下蔡に拠り、東南方の経略を李平に命じられたが、李平の命令に違反して、病と称して洛陽に帰還してしまった。李平が崔亮を糾弾し、霊太后は崔亮を不忠としたが、功績で罪を相殺して許すこととした。
まもなく崔亮は殿中尚書に任じられ、吏部尚書に転じた。崔亮は官員の任用にあたって、士人の賢愚を問わず、官歴の長い者を優先する原則を採った。この崔亮の任用原則は、後に甄琛・元修義・城陽王元徽が相次いで吏部尚書となっても踏襲された。「魏の才を失うは、亮より始まるなり」と評された。
侍中・太常卿に転じた。まもなく左光禄大夫・尚書右僕射に転じた。ときに宦官の劉騰が朝政を専断していたが、崔亮は妻の劉氏を通じて劉騰に接近したことから、当時の有識者に非難された。尚書僕射に転じ、散騎常侍の位を加えられた。521年（正光2年）秋、背中に腫瘍ができたため、僕射の任を解くよう願い出たが、孝明帝に許可されなかった。まもなく死去した。使持節・散騎常侍・車騎大将軍・儀同三司・冀州刺史の位を追贈された。諡は貞烈といった。

## 子女
- 崔士安（尚書比部郎・諫議大夫）
- 崔士和（元修義の下で行台左丞をつとめ、蕭宝寅の下で督府長史となったが、莫折念生に殺害された）
- 崔士泰（給事中・司空従事中郎・諫議大夫・司空司馬を歴任し、河陰の変で殺害された）
- 崔氏（宣武帝の後宮に入って九嬪となった）

## 伝記資料
- 『魏書』巻66 列伝第54
- 『北史』巻44 列伝第32